# Jebel-Mokram-Gruppe
Die Jebel-Mokram-Gruppe bezeichnet eine vorgeschichtliche, neolithische Kultur im Osten des heutigen Sudan und im angrenzenden Osten Eritreas. Sie folgte der Gash-Gruppe und datiert von etwa 1800 bis 800 v. Chr. 
Die Jebel-Mokram-Gruppe ist vor allem durch ihre Keramik charakterisiert, die stark an die der Pfannengräberkultur, der C-Gruppe und der Kerma-Kultur erinnert. Die Gefäße haben einen runden Rand, der meist deutlich vom restlichen Topf abgesetzt ist. Die Oberfläche der Gefäße ist meist mit eingeritzten Linien dekoriert.
An der UA 53 genannten Ausgrabungsstätte fand sich ägyptische Keramik, die Handel mit Ägypten bezeugt. Bei der Ausgrabungsstelle  JAG 1 fand sich auch ein Siegel, ähnlich, wie sie auch aus der Gash-Gruppe bekannt sind. Werkzeuge sind aus Stein gefertigt worden, wobei auch Obsidian als Material belegt ist. Bei UA 53 sind die Reste einer großen, runden Hütte oder Einzäumung aus leichtem Material ausgegraben worden. Es gibt auch Bezeugungen für Lehmziegelbauten, doch sind diese bisher nur schlecht untersucht.
Viehzucht war die Wirtschaftsgrundlage. Fische wurden verzehrt und es gibt Belege für Pflanzenanbau, unter anderem Sorghumhirsen und Syrischer Christusdorn.